# Okoto et Sasuke
Pour plus de détails, voir Fiche technique et Distribution.
Okoto et Sasuke (春琴抄 お琴と佐助, Shunkinsho: Okoto to Sasuke) est un film japonais de Yasujirō Shimazu sorti en 1935 et adapté d'une nouvelle de Jun'ichirō Tanizaki.

## Synopsis
Japon, 1883. Kahei, un petit marchand de la région de Goshu se rend à l'apothicairerie Moyuza, un établissement traditionnel et prospère d'Osaka. Son fils Sasuke y est apprenti depuis son plus jeune âge, et Kahei n'a que peu d'occasion de le voir. Mais Okoto, la fille du patron du magasin exige que ce soit Sasuke qui la guide et l'accompagne auprès de son professeur de musique malgré la présence de son père. Okoto est aveugle depuis l'âge de 9 ans, d'une grande beauté elle est aussi autoritaire et dotée d'un fort tempérament. Sasuke est un jeune homme doux et émotif, il lui est entièrement dévoué, ce qui lui vaut les moqueries de ses camarades.
Chez le professeur de musique, Ritaro, un riche dilettante accompagné de son acolyte Sadakichi, vient prendre des leçons uniquement pour approcher la belle Okoto. Sasuke de son côté écoute attentivement les enseignements du maître Kengyo. Il s'est acheté en secret un shamisen dont il apprend à jouer seul la nuit, enfermé dans un placard, tandis que les autres apprentis dorment. Mais il finit par être découvert. Intriguée, Okoto lui demande de jouer devant elle, puis accepte de le prendre comme élève. C'est un maître intransigeant qui mène la vie dure à Sasuke, au grand soulagement des autres serviteurs de la maison qui voient les colères de la jeune fille s'abattre sur quelqu'un d'autre qu'eux.
Quelque temps plus tard, Okoto est envoyée à Arima. Elle est tombée enceinte et a pris la décision de faire adopter l'enfant dès sa naissance. Elle refuse de révéler qui est le père et lorsque sa mère suggère qu'il pourrait s'agir de Sasuke elle nie catégoriquement et affirme qu'un mariage avec un serviteur serait pour elle une honte. Après la naissance de l'enfant, elle prend la succession de son maître Kengyo qui lui a donné le nom de Shunkin et ouvre une école de musique à Osaka, avec toujours à ses côtés Sasuke, élève fidèle et serviteur dévoué.
Ritaro qui tourne toujours autour d'Okoto invite cette dernière à jouer du koto lors d'une fête qu'il organise. Il s'arrange pour se retrouver seul avec elle mais Okoto blesse au visage son hôte trop entreprenant avec une coupe de saké. Il promet de se venger et quelque temps plus tard, un homme s'introduit de nuit dans la résidence d'Okoto et lui lance au visage de l'eau bouillante avant de s'enfuir. Défigurée, Okoto refuse que Sasuke la voit. Ce dernier décide de se crever les yeux pour rester auprès d'elle.

## Autour du film
Ce film est une des rares excursions de Yasujirō Shimazu dans un jidai-geki, un film d'époque, lui qui est plutôt réputé pour ses shomingeki. Okoto et Sasuke est classé troisième au classement des dix meilleurs films de l'année 1935 par la revue Kinema Junpō. C'est à la fois un remarquable drame et avec son thème musical, une fascinante exploration d'un nouveau territoire qui s'ouvre pour le cinéma japonais avec l'avènement du cinéma parlant. L'actrice Kinuyo Tanaka offre une de ses plus grandes performances dans le rôle d'une musicienne aveugle.

## Fiche technique
- Titre français : Okoto et Sasuke[2]
- Titre original : 春琴抄 お琴と佐助 (Shunkinsho: Okoto to Sasuke?)
- Réalisation : Yasujirō Shimazu
- Scénario : Yasujirō Shimazu d'après la nouvelle de Jun'ichirō Tanizaki parue en 1933[3]
- Photographie : Takashi Kuwabara
- Musique (koto) : Keishō Imai (ja)
- Assistants réalisateurs : Shirō Toyoda et Kōzaburō Yoshimura
- Sociétés de production : Shōchiku
- Pays d'origine :  Empire du Japon
- Format : noir et blanc — 1,37:1 — 35 mm — son mono
- Genre : drame
- Durée : 110 minutes[4] (métrage : 11 bobines - 3 006 m[4])
- Date de sortie :
  - Empire du Japon : 15 juin 1935[4]

## Distribution
- Kinuyo Tanaka : Okoto Moyuza / Shunkin
- Kōkichi Takada : Sasuke
- Tatsuo Saitō : Ritaro
- Takeshi Sakamoto : Sadakichi, le serviteur de Ritaro
- Hideo Fujino : Yasuzaemon, le père d'Okoto
- Fumiko Katsuragi : Shige, la mère d'Okoto
- Yoshiko Tsubouchi : la sœur d'Okoto
- Akio Isono : Naokichi, un employé de Mozuya
- Reikichi Kawamura : Teizo, un employé de Mozuya
- Sōjin Kamiyama : Harumatsu Kengyo, le professeur de musique
- Mitsuko Yoshikawa : une geisha
- Chiyoko Katori

## Adaptations
La nouvelle de Jun'ichirō Tanizaki a été adaptée plusieurs fois au cinéma :
- 1954 : L'Histoire de Shunkin (春琴物語, Shunkin monogatari?) de Daisuke Itō avec Machiko Kyō (Otoko / Shunkin)[5]
- 1961 : Okoto et Sasuke (お琴と佐助, Okoto to Sasuke?) de Teinosuke Kinugasa avec Fujiko Yamamoto (Otoko / Shunkin) et Kōjirō Hongō (Sasuke)[6]
- 1976 : Shunkinshō (春琴抄?) de Katsumi Nishikawa avec Momoe Yamaguchi (Otoko / Shunkin) et Tomokazu Miura (Sasuke)[7]
- 2008 : Shunkinshō (春琴抄?) de Satoshi Kaneda avec Nao Nagasawa (Okoto / Shunkin) et Takumi Saitō (Sasuke)[8]